# Alberto Surra
Alberto Surra (Torino, 31 maggio 2004) è un pilota motociclistico italiano.

## Carriera
A ottobre del 2016 fa il suo esordio nella classe PreMoto3 del campionato Italiano Velocità. Nelle due gare al Mugello, in sella ad una Speed Up ottiene un terzo posto ed un giro più veloce. I punti così ottenuti gli consentono di classificarsi al tredicesimo posto. Nel 2017, con la stessa motocicletta dell'esordio, disputa l'intera stagione ottenendo due vittorie (Imola e Vallelunga) e classificandosi terzo. Nel 2018 passa alla guida di una 2WheelsPoliTo con la quale ottiene altre due vittorie ed il quinto posto in classifica oltre alla prima pole position fatta segnare a Misano.
Nel 2019 passa alla categoria Moto3 del campionato italiano. Corre con una moto non marchiata e all'esordio è vice-campione italiano con sette piazzamenti a podio, su dodici gare disputate, tra cui due vittorie. Nel 2020 passa alla guida di una KTM RC 250 GP del team Minimoto. Nuovamente vice-campione, questa volta con un margine molto più esiguo rispetto al primo (12 punti), prende punti in ognuna della gare previste ottenendo una vittoria ed altri quattro piazzamenti a podio. Nel 2021 inizia la terza stagione consecutiva nel CIV Moto3, con la stessa motocicletta della stagione precedente. Prende parte alle prime otto prove in calendario ottenendo una vittoria e tre secondi posti.
Sempre nel 2021 partecipa al Mugello come wildcard con il team Bardahl VR46 Riders Academy. Per il gran premio di Assen invece, sostituisce Filip Salač nel team Rivacold Snipers; per il GP di Stiria e Austria viene sostituito da David Salvador, mentre dal Gran Premio di Gran Bretagna entra in pianta stabile per tutto il resto della stagione sempre con lo stesso team Snipers.
Nel 2022 è confermato nel team Snipers, il compagno di squadra è Andrea Migno. In questa stagione è costretto a saltare diversi eventi per infortuni, venendo sostituito di volta in volta da cinque piloti diversi. Termina la stagione senza ottenere punti. Nel 2023 è pilota titolare nell'europeo Moto2 con il team Ciatti in sella ad una Boscoscuro. Ottiene cinque piazzamenti a podio e si classifica terzo in campionato. Contestualmente al CEV è chiamato, in qualità di pilota sostitutivo, a disputare otto Gran premi nella classe intermedia del motomondiale col team Forward Racing; in questo frangente si classifica più volte a ridosso della zona punti.
Nel 2024 prosegue nel campionato europeo con la stessa squadra dell'annata precedente; con una vittoria e altri cinque piazzamenti a podio, chiude l'annata in terza posizione. In occasione del Gran Premio della Malesia è chiamato a sostituire l'infortunato Fermín Aldeguer per il team ufficiale Speed Up nel motomondiale chiudendo la gara con un ritiro.

## Risultati nel motomondiale
| 2021 | Classe | Moto        |  |  |  |  |  |     |  |  |    |  |  |    |    |    |    |    |    |     |  |  |  |  | Punti | Pos. |
| ---- | ------ | ----------- |  |  |  |  |  | --- |  |  | -- |  |  | -- | -- | -- | -- | -- | -- | --- |  |  |  |  | ----- | ---- |
| 2021 | Moto3  | KTM e Honda |  |  |  |  |  | Rit |  |  | 19 |  |  | 20 | 21 | 23 | 19 | 16 | 15 | Rit |  |  |  |  | 1     | 32º  |

| 2022 | Classe | Moto  |     |     |    |    |     |     |     |    |     |    |    |    |    |    |    |     |     |    |     |    |  |  | Punti | Pos. |
| ---- | ------ | ----- | --- | --- | -- | -- | --- | --- | --- | -- | --- | -- | -- | -- | -- | -- | -- | --- | --- | -- | --- | -- |  |  | ----- | ---- |
| 2022 | Moto3  | Honda | Rit | Rit | 20 | NP | Inf | Inf | Inf | NP | Inf | 21 | 17 | 19 | 27 | 17 | NP | Inf | Inf | 24 | Rit | 29 |  |  | 0     |      |

| 2023 | Classe | Moto    |  |  |  |  |  |  |  |  |  |    |     |    |    |    |     |    |     |  |  |  |  |  | Punti | Pos. |
| ---- | ------ | ------- |  |  |  |  |  |  |  |  |  | -- | --- | -- | -- | -- | --- | -- | --- |  |  |  |  |  | ----- | ---- |
| 2023 | Moto2  | Forward |  |  |  |  |  |  |  |  |  | 17 | Rit | 17 | 17 | 20 | Rit | 18 | Rit |  |  |  |  |  | 0     |      |

| 2024 | Classe | Moto       |  |  |  |  |  |  |  |  |  |  |  |  |  |  |  |  |  |  |     |  |  |  | Punti | Pos. |
| ---- | ------ | ---------- |  |  |  |  |  |  |  |  |  |  |  |  |  |  |  |  |  |  | --- |  |  |  | ----- | ---- |
| 2024 | Moto2  | Boscoscuro |  |  |  |  |  |  |  |  |  |  |  |  |  |  |  |  |  |  | Rit |  |  |  | 0     |      |

| Legenda | 1º posto        | 2º posto            | 3º posto            | A punti      | Senza punti        | Grassetto – Pole position Corsivo – Giro più veloce |
| Legenda | Gara non valida | Non qual./Non part. | Ritirato/Non class. | Squalificato | '-' Dato non disp. | Grassetto – Pole position Corsivo – Giro più veloce |